# Framgångsrik intelligens
Framgångsrik intelligens (eng. Triarchic theory of intelligence) är en teori förknippad med den amerikanska psykologen Robert Sternberg. Denna teori ska ses som ett komplement till den traditionella synen på intelligens. Sternberg förespråkar i denna teori att den abstrakta problemlösningen inte endast är den viktigaste kognitiva förmågan. Denna borde enligt teorin berikas med två andra, praktisk intelligens och kreativ förmåga.
Praktisk intelligens handlar om att bäst kunna nyttja sin kunskap i den miljön vilken man för tillfället befinner sig. Det handlar om att kunna läsa av sin situation och de människor som befinner sig i den och därigenom se lämpliga lösningar för att nå de mål man har. Sternberg har omformulerat denna praktiska intelligens och benämner den visdom snarare än praktisk intelligens. Detta möjligen för att spegla att man nyttjar sina förmågor på ett gott sätt och för andras bästa.
Kreativ förmåga är förmågan att inte endast kunna komma fram till ett korrekt svar, utan att kunna hantera komplexitet och mångtydighet och genom detta kunna generera flera lösningar och alternativ.
Enligt denna teori behövs kreativ intelligens för att skapa nya idéer, analytisk intelligens för att kunna utvärdera dessa och praktisk intelligens för att bäst förstå hur vi ska tillämpa dessa idéer och/eller övertyga andra om dem. Intelligenstest har utvecklats av Sternberg som även mäter praktisk och kreativ intelligens. Sternberg hävdar att dessa bättre förutsäger till exempel hur väl man lyckas med en utbildning än de intelligenstester som endast fokuserar på analytisk intelligens.